# Клейтон, Этель
Этель Клейтон (англ. Ethel Clayton, 8 ноября 1882 — 6 июня 1966) — американская актриса.
Её актёрская карьера началась в 1909 году с участия в короткометражках студии «Essanay Film». в то же время состоялся её дебют на театральной сцене Бродвея, где последующие годы она часто играла в мюзиклах и ревю, в том числе в знаменитых «Безумствах Зигфелда» в 1911 году. В период пика своей популярности с 1912 по 1926 год Клейтон появилась более чем в ста немых картинах, среди которых фильмы «Волк» (1914), «Во тьме» (1915), «Конец поездки» (1918) и «Принцесса из Хобокена» (1927).
С началом эры звукового кино карьера Клейтон начала затухать. Актриса всё же продолжила сниматься, но ей приходилось довольствоваться лишь ролями в эпизодах. В 1947 году, после ряда таких ролей, она ушла из кино.
Первым супругом Клейтон был актёр и её партнёр по экрану Джозеф Кауфман, который в 1918 году умер во время эпидемии испанского гриппа. Её вторым мужем также был актёр Ян Кейт, с которым она была вместе с 1928 года до развода в 1931 году. Этель Клейтон умерла в 1966 году в больнице св. Иоанна в калифорнийском городе Окснард в возрасте 83 лет. Похоронена на кладбище города Вентура. Её вклад в киноиндустрию США отмечен звездой на Голливудской аллее славы.